# ایکس‌دلتا
ایکس‌دلتا (به انگلیسی: xdelta) یک برنامۀ خط فرمان برای رمزنگاری دلتا است که تفاوت‌های دو فایل را آشکار می‌کند. تا اینجای کار شبیه دیف و پچ است، اما تفاوت در این است که xdelta برای فایل‌های دودویی هدف‌گذاری شده است و خروجی قابل رویتی نمایش نمی‌دهد.
xdelta برای اولین بار در سال ۱۹۹۷ منتشر شده است.  xdelta بر مبنای الگوریتم rsync است که توسط اندرو تریجل توسعه داده شده است. توسعه دهندۀ xdelta جاشوآ مکدونالد است و برنامه توسط شخص او نگهداری می‌شود.
نسخه جدید xdelta (موسوم به xdelta3) اخیراً عملکردهای منحصربه‌فردی داشته، از این قبیل می‌توان به ایجاد فرمت استاندارد شدۀ VCDIFF و سازگاری با دیگر نرم‌افزارهای انکود کنندۀ دلتا که از VCDIFF پشتیبانی می‌کنند را نام برد.
xdelta بر روی سیستم‌عامل‌های شبه یونیکس و مایکروسافت ویندوز اجرا می‌شود و تا ۲۶۴ بایت فایل از هر پلتفرمی  را می‌تواند پشتیبانی کند. همچنین برای پشتیبان‌گیری در مقیاس بزرگ نیز مناسب است.

## نسخۀ سوم
xdelta3 سومین و جدیدترین انتشار xdelta است. xdelta3 مجموعه‌ایست از ابزارها و APIها برای خواندن و نوشتن دلتاهای فشرده. دلتاها تفاوت‌های بین دو نسخه از یک پرونده را رمزنگاری می‌کنند. این نسخه از یک موتور مقایسۀ کاملاً جدید، چند ارتقای الگوریتمی و یک اینترفیس کاملاً قابل برنامه‌ریزی و مدل‌سازی از روی zlib استفاده می‌کند، همچنین از خصوصیات این نسخه داشتن یک ابزار خط فرمان، استفاده از انکودینگ RFC3284، یک افزونۀ پایتون، و اینک پشتیبانی از ۶۴ بیتی است.
xdelta3 کوچک است؛ یک کتابخانه رمزشکن VCDIFF کاملاً کاربردی و مینیمال فقط در ۱۶ کیلوبایت. ابزار خط فرمان کامل شده به همراه ابزارهای رمزنگار و رمزشکن. پشتیبانی خارجی از فشرده‌سازی و روند فشرده‌سازی سطح دوم djw فقط در کمتر از ۶۰ کیلوبایت؛ البته این اندکی بزرگتر از یک gzip در حال اجراست.
xdelta3 وابستگی‌های اندکی دارد، چرا که توانایی فشرده‌سازی یک تنۀ فایل‌ها را دارا می‌باشد(همانند کاری که zlib و gzip انجام می‌دهند). فشرده‌سازی یک تنۀ Xdelta3/VCDIFF  ا۱۰ تا ۲۰ درصد ضعیف‌تر از gzip است که امیدواریم به آن به عنوان هزینه‌ای برای داشتن یک ابزار APIای و انکودینگ، طراحی شده برای فشرده‌سازی اطلاعات و تفاوت یابی در یک مجموعه نگاه کنید.
ابزار خط فرمان xdelta3 از چند روند مناسب پشتیبانی می‌کند همچنین فشرده‌سازی دلتا زمانی که ورودی‌ها مشابه باشند نیز کار می‌کند؛ اما معمولاً ما دوست داریم تفاوت‌های بین دو فایل فشرده شده را هم مقایسه کنیم، xdelta3 (به صورت انتخابی) پشتیبانی از تشخیص تفاوت‌های فایل‌های فشره را هم در خود دارد. این پشتیبانی مختصر شده و در بخش‌هایی از فیلد هدر برنامۀ VCDIFF برای نگهداری متادیتاهای xdelta3 استفاده می‌شوند همچنین نام فایل‌های اصلی (در صورت وجود) و کدها را برای نشان دادن اینکه ورودی‌ها جداگانه فشرده شده‌اند یا نه را نیز شامل می‌شود. البته برنامه‌ها ممکن است هدر خودشان را تولید کنند.